# Office Depot France
Office Depot France est une entreprise française d'origine américaine spécialisée dans les fournitures de bureau fondée en 1995. Elle a été la filiale française jusqu'en 2017 d'Office Depot Inc., entreprise fondée en 1986 en Floride, aux États-Unis.
Le 3 juin 2021, la coopérative française Alkor reprend l'activité magasins d'Office Depot France au fonds allemand Aurelius (en) (50 magasins sur les 60 que compte l'enseigne en France,). La société Office Depot France sera ensuite mise en liquidation. L'activité des 50 magasins repris ainsi que l'usage de la marque commerciale Office DEPOT se poursuit.

## Historique

### 1996: ouverture premier magasin Office Depot en France
En 1996, Office Depot Inc. ouvre son 1er magasin français, le super-store d’Aubervilliers.
En 1998, l'enseigne Viking Direct est acquis par Office Depot et fera l'objet d'une fusion en janvier 2011. Viking Direct devient une marque d'Office Depot France.
En 2003, Office Depot achète Guilbert au groupe PPR. En 2007, Guilbert prend officiellement le nom d’Office Depot.
En octobre 2014, le groupe annonce un premier plan de licenciement de 250 personnes.

### 2017: rachat par le fonds allemand Aurelius
Début 2017, Office Depot cède sa branche européenne Office Depot Europe au fonds d'investissement allemand Aurelius Equity Opportunities. L'activité du fonds d'investissement est particulièrement diversifiée : technologies de l'information, services aux entreprises, industrie, produits chimiques, biens de "consommation et de style de vie".
En 2017, Office Depot France a atteint un chiffre d'affaires de 327 millions d'euros, mais avec un résultat négatif de 11 millions d'euros.
Le 5 février 2021, Office Depot France annonce son placement en redressement judiciaire avec une perte de 20 % de son chiffre d'affaires en 2020. Le CSE de l'entreprise juge qu'Office Depot France est victime de la gouvernance d'Aurelius Group, un « fonds vautour », et s'inquiète pour les 1 750 salariés présents dans les 60 magasins de l'hexagone.
Début mars 2021, 150 salariés se regroupent devant le tribunal de commerce de Lille, inquiets du sort qui va leur être réservé. La tendance serait, en effet, à une fin d'activité avant le mois de mai 2021.

### 2021: reprise par la coopérative française Alkor
Le 3 juin 2021, le tribunal de commerce de Lille-Tourcoing rend son jugement dans la procédure de redressement judiciaire d’Office Depot France : La coopérative picarde Alkor est désignée par le tribunal pour reprendre 50 des 60 magasins du canal "Retail" d'Office Depot France ainsi que l'ensemble des salariés des magasins. Les magasins Office Depot en France rejoignent donc les enseignes du groupe telles que Majuscule, Burolike et IoBuro. Le droit d'usage de la marque en France est également acquis par le groupe Alkor lors de ce jugement.
Les autres canaux de vente (Vente par correspondance et B2B) n'ayant pas trouvé de repreneurs lors du jugement cessent leur activité provoquant le licenciement de 963 salariés. Le 28 septembre 2021, l'entreprise Office Depot France n'ayant plus d'activité commerciale est liquidée par le tribunal de commerce de Lille.
Les magasins Office Depot quant à eux, propriété des adhérents Alkor, restent à présent les seuls représentants de la marque en France.